# Welcome to Ataria
Welcome to Ataria je česká freewarová akční počítačová hra od studia Peord Games. Příběh se inspiruje v Arabském jaru. Původně byla určena do soutěže Otevřete oči hrou, která proběhla v roce 2012. Dabing zajistila skupina Fénix ProDabing. Vývojáři hru vytvořili za účelem ukázání událostí Arabského jara z druhé strany.

## Vývoj
Hra byla původně určena pro soutěž Otevřete oči hrou. Ta proběhla v roce 2012. Hra byla nakonec představena v únoru 2014. Autoři si dali za cíl představit Arabské jaro v jiném světle, než jej ukazovalo západní zpravodajství. Vizuálně hru autoři odkazovali na starší díly herní série Grand Theft Auto. Hra byla v době ohlášení již skoro hotová a nakonec vyšla 4. srpna 2014.

### Vývojáři
- Game design – Petr Marek
- Programování – Petr Marek a Jakub Šimůnek
- Grafika – Martin Uher a Václav Duchek
- Hudba – Tomáš Haňka

## Hratelnost
Hra je viděna shora. Hráč ovládá postavičku, přičemž jeho úkolem je v každé misi plnit předepsané úkoly. Za každou z postav je hratelnost trochu jiná. Fareed nabízí čistou akční hru, kdy hráč bojuje proti hordám rebelů. Naproti tomu Hassan nabízí čistě příběhovou hru a jeho úkoly zahrnují hledání raněných či dostat se na určené místo. Hallovi mise míchají oboje. K dispozici má hráč kodex, z něhož se může dozvědět informace o herním světě.

## Herní svět[5]
Děj je zasazen do fiktivního státu Atárie. Jeho rozloha i počet obyvatel se velmi blíží bývalému Československu. Hlavním městem je Nirm. V zemi vládne diktátor Rasul, který využil bohatých zásob ropy k zlepšení životní úrovně v zemi. Přestože se jedná o diktaturu, tak zde fungují opoziční strany, z nichž nejsilnější je Harazaa. Ta by se ráda ujala moci. Proti rasulovi také stojí skupinky náboženských fundamentalistů. Ty však potlačuje místní armáda, která ovšem není příliš početná a má zastaralou výzbroj.
Liberty Human Federation (LHF) je jednou z nejvýznamnějších světových velmocí, ale je závislá na dovozu surovin z ostatních zemí. Největším problémem je ropa, kterou považuje za nejdůležitější surovinu. Ta se na jeho území nenachází, proto k jejímu získání používá i nasilí.

### Děj hry
Příběh popisuje převrat ve fiktivní zemi Atárie. Hráč se ujímá tří postav, vojáka Fareeda, agenta Halla a civilisty Hassan. Každý z nich nabízí odlišný úhel pohledu na události ve hře.
Hra začíná příjezdem agenta Halla do Atárie. Zde se setkává s představitelem opoziční strany a vůdcem radikálů. Ti přislíbí podpořit svržení režimu. Následně podplatí velitele policie, aby nezasahoval proti násilí v ullicích a následně před novináři svedl vinu na vládu. Nepokoje začnou zrovna, když se pracovník tiskárny Hassan vrací z práce. Podivuje se nad demonstarcemi a následně narazí na rabování. Rabující jej napadnou, ale on uteče. Brzy začnou boje a zformuje se Atarijská osvobozenecká armáda (AFA), která útočí na vládní jednotky. Je napadena i základna, kde působí voják Fareed. Ten bojuje proti nepřátelům, ale těch je příliš mnoho armáda se musí stáhnout z jihu země.
Povstalci přesto mají problémy a Hall jim tedy zajistí vojenskou podporu u LHF, které zahájí bombardování Atarijského území, a to zrovna když vládní jednotky provádí úspěšný protiútok. Toho se účastní i Fareed. Při útocích LHF je zasažena i nemocnice a zahyne mnoho civilistů, včetně dětí. Hassan pomáhá ošetřovat raněné. Armádní jednotky jsou mezi tím poraženy a zbytek se shromáždí u vůdcova sídla. To statečně brání. Boj přežije jen Fareed, který je zajat. Vůdce povstalců, však rozhodně, že se zajatci nebudou brát a Fareed je popraven. Hra končí, když Hassan jde do práce a vidí povstalce terorizující civilisty. Nakonec lamentuje, co se stalo s jeho vlastí.

### Postavy
- Fareed El-Hashem (namluvil: Zady) – První protagonista hry a představitel atariských ozbrojených složek. Jeho otec zemřel v boji s radikály. Poté jej vychovávala matka. Žili ze státních dotací. Fareed se rozhodl pokračovat v rodinné tradici a stal se vojákem. Svoji matku zanechal v rodném městě. Je jejím jediným synem. Je věrný režimu a bojuje proti povstalcům podporovaných nepřátelskou mocností. Je mu pouze 24 let. Části, kdy jej hráč ovládá, jsou zaměřené na akci.
- Hassan Darzi (namluvil: Hanz) – Druhá hlavní postava a představitel obyčejných obyvatel Atárie. Rasul nastoupil k moci, když byl Hassan dítě. Zdravotnická reforma mu tehdy zachránila život, protože se zranil při hře a dostal tetanus. Následně mohl, s pomocí státních příspěvků, vystudovat a založit rodinu. Pracuje v tiskárně. Je mu 36 let. Jeho části jsou zaměřené na příběh. Snaží se přežít v nastalém chaosu.
- Jeffrey Hall (namluvil: Bony) – Agent Hall je třetí hratelná postava ve hře. Je vyslán z L.H.F. aby zajistil svržení diktátora. Byl vychováván prarodiči, protože jeho matka byla závislou na drogách. Zúčastnil se výzvědných akcí z celého světa. Později odešel z aktivní služby a založil rodinu. Do služby se vrátil poté, co způsobil smrt své rodiny při autonehodě. Je mu 35 let. Akci v Atárii je jeho první po návratu do služby.
- Zaid Rasul – Vůdce Atárie, který svrhl královskou rodinu a následně zahájil reformy, které zvýšili životní úroveň obyvatel.
- Vůdce rebelů (namluvil: Martin) – Stojí v čele náboženských radikálů, kteří stojí za teroristickými útoky po celém světě. Jeho skupina je však tvrdě potlačována vládními jednotkami.
- Opoziční politik (namluvil: Elfi) – Stojí v čele opoziční strany Harazaa. Chce svržení režimu a dostat se tak k moci. Je proto ochotný zaplatit vysokou cenu, proto podpoří revoluci.
- Nizar Tariz (namluvil: Memphis) – Velitel atarijských jednotek. Fareed je jeho podřízeným.
- Hlasatelka (namluvil: Daňácka) – Hlasatelka televize World ToDay. Informuje o dění v Atárii, i když poněkud zkresleně.

## Recenze
První recenze na hru vyšla již 3. srpna. Jednlo se o videorecenzi od Gamers TV CZ. Hra v ní získala 94%. Hra byla chválena za hratelnost a příběh. Vytkla však menší chyby jako třeba občasné výpadky dabingu.
Hra se dočkala recenze na serveru CzechGamer. Ten ji hodnotil kladně a udělil jí 75%. Kritizována v ní byla hlavně délka hry. Naproti tomu byl chválen její příběh. Kladně byla hodnocena hratelnost a také dabing od skupiny Fénix ProDabing.
Další recenzi napsal uživatel ThainDegu na serveru Zing.cz. Hře udělil 8 bodů z 10. Ten ocenil především příběh, ukazující Arabské jaro v jiném světle než média. Taktéž si hra získala pochvalu za český dabing. Kritiku si však vysloužila grafika, která je téměř odpudila od zahrání hry. Taktéž si kritiku vysloužila délka hry. Recenzent přitom dodal, že by se podle něj "Welcome to Ataria při delší hratelnosti a lepší grafice mohla rovnat AAA titulům." 